# Leichtathletik-U20-Europameisterschaften 2023
Die 27. Leichtathletik-U20-Europameisterschaften wurden vom 7. bis zum 10. August 2023 im Jerusalem ausgetragen. Austragungsstätte war das Givat-Ram-Stadion, das unter anderem bereits im Vorjahr Austragungsort der Leichtathletik-U18-Europameisterschaften war.

## Ergebnisse

### Männer

#### 100 m
| Platz | Athlet           | Land | Zeit (s)    |
| ----- | ---------------- | ---- | ----------- |
| 1     | Marek Zakrzewski | POL  | 10,25 NU20R |
| 2     | Isak Hughes      | SWE  | 10,31       |
| 3     | Sean Anyaogu     | GBR  | 10,34       |
| 4     | Christo Iliew    | BUL  | 10,44       |
| 5     | Valentin Jensen  | DEN  | 10,45       |
| 6     | Filip Federič    | SVK  | 10,46       |
| 7     | Adas Dambrauskas | LTU  | 10,48 NU20R |
| 8     | Jacopo Capasso   | ITA  | 10,59       |

Finale: 8. August
Wind: +0,6 m/s

#### 200 m
| Platz | Athlet               | Land | Zeit (s) |
| ----- | -------------------- | ---- | -------- |
| 1     | Marek Zakrzewski     | POL  | 20,63 PB |
| 2     | Timo Spiering        | NED  | 20,97 PB |
| 3     | Daniele Groos        | ITA  | 21,01 PB |
| 4     | Juan Carlos Castillo | ESP  | 21,09    |
| 5     | Manuel Gerber        | SUI  | 21,17    |
| 6     | Brook Cronin         | GBR  | 21,22    |
| 7     | Miloš Nisić          | SRB  | 21,30 PB |
| 8     | Filip Federič        | SVK  | 21,43    |

Finale: 9. August
Wind: +1,0 m/s

#### 400 m
| Platz | Athlet                     | Land | Zeit (s)    |
| ----- | -------------------------- | ---- | ----------- |
| 1     | Jónas Gunnleivsson Isaksen | DEN  | 45,86 NU20R |
| 2     | Charlie Carvell            | GBR  | 46,08       |
| 3     | Maksymilian Szwed          | POL  | 46,31       |
| 4     | Lukas Sutkus               | LTU  | 46,36 NU20R |
| 5     | David García               | ESP  | 47,08       |
| 6     | Marko Orešković            | CRO  | 47,23       |
| 7     | Árpád Kovács               | HUN  | 47,61       |
| 8     | Matteo Di Benedetto        | ITA  | 47,71       |

Finale: 9. August

#### 800 m
| Platz | Athlet                    | Land | Zeit (min) |
| ----- | ------------------------- | ---- | ---------- |
| 1     | Jakub Dudycha             | CZE  | 1:46,76    |
| 2     | Ramon Wipfli              | SUI  | 1:47,20    |
| 3     | Thomas Marques de Andrade | FRA  | 1:47,29    |
| 4     | Ronaldo Olivo             | ESP  | 1:47,39    |
| 5     | Louey Ouerrat             | FRA  | 1:48,84    |
| 6     | Alexander Stepanov        | GER  | 1:49,03    |
| 7     | János Kubasi              | HUN  | 1:49,45    |
| 8     | Harry Ross-Hughes         | GBR  | 1:52,68    |

Finale: 10. August

#### 1500 m
| Platz | Athlet           | Land | Zeit (min) |
| ----- | ---------------- | ---- | ---------- |
| 1     | Niels Laros      | NED  | 3:56,78    |
| 2     | Kevin Kamenschak | AUT  | 3:59,73    |
| 3     | Ondřej Gajdoš    | CZE  | 4:00,98    |
| 4     | Manuel Zanini    | ITA  | 4:01,63    |
| 5     | Nino Jambrešić   | CRO  | 4:02,09    |
| 6     | Daniel Galloway  | GBR  | 4:03,19    |
| 7     | Tim Kalies       | GER  | 4:03,59    |
| 8     | Ioann Lobles     | NED  | 4:04,07    |

Finale: 9. August

#### 3000 m
| Platz | Athlet             | Land | Zeit (min) |
| ----- | ------------------ | ---- | ---------- |
| 1     | Jonathan Grahn     | SWE  | 8:44,67    |
| 2     | Nicholas Griggs    | IRL  | 8:45,69    |
| 3     | Bradley Giblin     | GBR  | 8:47,26    |
| 4     | Karl Ottfalk       | SWE  | 8:49,34    |
| 5     | Kamil Herzyk       | POL  | 8:49,84    |
| 6     | Suleyman Yalaoui   | FRA  | 8:50,58    |
| 7     | Edward Bird        | GBR  | 8:51,09    |
| 8     | Alessandro Morotti | ITA  | 8:51,37    |

Finale: 9. August

#### 5000 m
| Platz | Athlet             | Land | Zeit (min) |
| ----- | ------------------ | ---- | ---------- |
| 1     | Niels Laros        | NED  | 14:11,82   |
| 2     | Jonathan Grahn     | SWE  | 14:12,73   |
| 3     | Kevin Kamenschak   | AUT  | 14:15,02   |
| 4     | James Dargan       | GBR  | 14:15,52   |
| 5     | Gábor Karsai       | HUN  | 14:18,70   |
| 6     | Imad El Goumri     | FRA  | 14:21,20   |
| 7     | Utku Göler         | TUR  | 14:21,51   |
| 8     | Timo Hinterndorfer | AUT  | 14:24,61   |

10. August

#### 110 m Hürden (99 cm)
| Platz | Athlet          | Land | Zeit (s)    |
| ----- | --------------- | ---- | ----------- |
| 1     | Enzo Diessl     | AUT  | 13,12       |
| 2     | Rasmus Vehmaa   | FIN  | 13,23 NU20R |
| 3     | Sisínio Ambriz  | POR  | 13,29 NU20R |
| 4     | Theo Pedre      | FRA  | 13,31 PB    |
| 5     | Patryk Kamionek | POL  | 13,58       |
| 6     | Jan Diaz        | ESP  | 13,76 PB    |
| 7     | Oskar Bydoń     | POL  | 13,79       |
|       | Damiano Dentato | ITA  | DSQ         |

Finale: 8. August
Wind: +1,2 m/s

#### 400 m Hürden
| Platz | Athlet               | Land | Zeit (s)    |
| ----- | -------------------- | ---- | ----------- |
| 1     | Jere Haapalainen     | FIN  | 50,02 NU20R |
| 2     | Antti Sainio         | FIN  | 50,19 PB    |
| 3     | Anouar Bourahla      | FRA  | 50,33 PB    |
| 4     | Owe Fischer-Breiholz | GER  | 50,49 PB    |
| 5     | Nikola Kostić        | SRB  | 50,58       |
| 6     | Csaba Molnár         | HUN  | 50,85       |
| 7     | Sam Lunt             | GBR  | 50,89 PB    |
| 8     | Binne Brok           | NED  | 51,76       |

Finale: 10. August

#### 3000 m Hindernis
| Platz | Athlet              | Land | Zeit (min) |
| ----- | ------------------- | ---- | ---------- |
| 1     | Sergio del Barrio   | ESP  | 8:46,81    |
| 2     | Pierre Boudy        | FRA  | 8:47,04    |
| 3     | Ferenc Soma Kovács  | HUN  | 8:47,50 PB |
| 4     | Diyar Ergüven       | TUR  | 8:49,21 PB |
| 5     | Aarno Liebl         | SUI  | 8:52,82 PB |
| 6     | Lourenço Rodrigues  | POR  | 9:00,39 PB |
| 7     | Krzysztof Zieliński | POL  | 9:02,65 PB |
| 8     | Oscar Thebaud       | FRA  | 9:02,98    |

Finale: 10. August

#### 4 × 100 m Staffel
| Platz | Land        | Athleten | Zeit (s) |
| ----- | ----------- | --- | -------- |
| 1     | Schweiz     | Jonathan Gou Gomez Joël Csontos Mathieu Chèvre Manuel Gerber (Finale) im Vorlauf außerdem: Alexis Hirsiger         | 39,87    |
| 2     | Niederlande | Lorenzo Speear Timo Spiering Jozuah Revierre Jamie Sesay                                                           | 40,14    |
| 3     | Deutschland | Milian Zirbus Heiko Gussmann Vincent Herbst Ivo Ziebold                                                            | 40,15    |
| 4     | Spanien     | Alejandro Rueda Daniel González Juan Carlos Castillo Ricardo Mateo                                                 | 40,50    |
| 5     | Italien     | Nicolò Salaris Romeo Monaci (Finale) Loris Tonella Jacopo Capasso im Vorlauf außerdem: Daniele Groos               | 40,70    |
| 6     | Dänemark    | Valentin Jensen Vilhelm Krüger (Finale) Eiri Jógvansson Glerfoss Carl Bruce Aabo im Vorlauf außerdem: Hector Wandt | 52,82    |
|       | Irland      | Nkemjika Onwumereh Sean Aigboboh Darragh Murphy Dannan Long                                                        | DSQ      |
|       | Polen       | Michał Gorzkowicz Dawid Grząka Cezary Łazowy Sebastian Libura                                                      | DSQ      |

Finale: 10. August

#### 4 × 400 m Staffel
| Platz | Land                   | Athleten | Zeit (min)    |
| ----- | ---------------------- | --- | ------------- |
| 1     | Vereinigtes Königreich | Charlie Carvell (Finale) Jake Minshull David Race Sam Lunt (Finale) im Vorlauf außerdem: Alex Houchin Otis Irwin                                            | 3:06,89 SB    |
| 2     | Deutschland            | Florian Kroll Louis Quarata (Finale) Malik Skupin-Alfa (Finale) Elija Ziem (Finale) im Vorlauf außerdem: Niclas Kaluza Younes El Makrini Bastian Sundermann | 3:07,75 SB    |
| 3     | Frankreich             | Felix Levasseur (Finale) Milann Klemenic Amaury Guillard Allan Lacroix im Vorlauf außerdem: Mathis Vaitulukina                                              | 3:07,97 SB    |
| 4     | Italien                | Matteo Di Benedetto (Finale) Daniele Groos (Finale) Luca Marsicovetere Simone Giliberto im Vorlauf außerdem: Lorenzo Mellano Giovanni Lazzaro               | 3:08,39 SB    |
| 5     | Spanien                | Sergio Plata Asabu Pines Eduardo Ramirez David García (Finale) im Vorlauf außerdem: Alejandro Waldo Per                                                     | 3:08,41 SB    |
| 6     | Polen                  | Michał Kijewski (Finale) Szymon Mikołajczak Adrian Wójcik Maksymilian Szwed (Finale) im Vorlauf außerdem: Piotr Duda Jakub Bembenek                         | 3:09,30 SB    |
| 7     | Irland                 | David Bosch Joe Doody Stephen Mannion David Mannion | 3:09,75 NU20R |
| 8     | Finnland               | Simeon Vorselman Kasperi Vehmaa Antti Sainio (Finale) Jere Haapalainen (Finale) im Vorlauf außerdem: Rado Lindberg Konsta Uuttera                           | 3:10,04 SB    |

Finale: 10. August

#### 10.000 m Gehen
| Platz | Athlet                | Land | Zeit (min)  |
| ----- | --------------------- | ---- | ----------- |
| 1     | Frederick Weigel      | GER  | 41:53,58 PB |
| 2     | Hayrettin Yildiz      | TUR  | 42:13,78 SB |
| 3     | Giuseppe Disabato     | ITA  | 42:19,67 PB |
| 4     | Pablo Rodriguez Rojas | ESP  | 42:45,99 PB |
| 5     | Daniel Monfort        | ESP  | 43:04,44    |
| 6     | Diego Giampaolo       | ITA  | 43:32,52    |
| 7     | Arvid Kockel          | GER  | 44:09,33 PB |
| 8     | Jassam Abu El Wafa    | GER  | 44:23,62 PB |

10. August

#### Hochsprung
| Platz | Athlet            | Land | Höhe (m) |
| ----- | ----------------- | ---- | -------- |
| 1     | Melwin Lycke Holm | SWE  | 2,18 =PB |
| 2     | Edoardo Stronati  | ITA  | 2,18     |
| 3     | Robert Ruffíni    | SVK  | 2,15 PB  |
| 4     | Tomas Järvinen    | CZE  | 2,15 =PB |
| 5     | Jakub Walecki     | POL  | 2,15 PB  |
| 6     | Matteo Sioli      | ITA  | 2,15 PB  |
| 7     | Kyrylo Lutsenko   | UKR  | 2,12     |
| 8     | Georgios Yiazos   | CYP  | 2,12 SB  |

Finale: 10. August

#### Stabhochsprung
| Platz | Athlet           | Land | Höhe (m)   |
| ----- | ---------------- | ---- | ---------- |
| 1     | Simone Bertelli  | ITA  | 5,40       |
| 2     | Valentin Imsand  | SUI  | 5,40       |
| 3     | Erdem Tilki      | TUR  | 5,30 NU20R |
| 4     | Michał Gawenda   | POL  | 5,30       |
| 5     | Federico Bonanni | ITA  | 5,20 =PB   |
| 6     | Linus Jönsson    | SWE  | 5,20       |
| 7     | Hendrik Müller   | GER  | 5,20       |
| 8     | Lazarus Benjamin | GBR  | 5,10       |

Finale: 9. August

#### Weitsprung
| Platz | Athlet                | Land | Weite (m)  |
| ----- | --------------------- | ---- | ---------- |
| 1     | Mattia Furlani        | ITA  | 8,23 CR    |
| 2     | Boschidar Sarabojukow | BUL  | 8,22 NU20R |
| 3     | Nikita Masljuk        | UKR  | 7,97       |
| 4     | Kasperi Vehmaa        | FIN  | 7,84 PB    |
| 5     | Noah Fischer          | GER  | 7,62 PB    |
| 6     | Luka Ćurković         | CRO  | 7,58       |
| 7     | Sebastian Berntsen    | NOR  | 7,53       |
| 8     | Elad Adika            | ISR  | 7,52       |

Finale: 8. August

#### Dreisprung
| Platz | Athlet                | Land | Weite (m)   |
| ----- | --------------------- | ---- | ----------- |
| 1     | Viktor Morozov        | EST  | 16,45 EU20L |
| 2     | Boschidar Sarabojukow | BUL  | 16,25 PB    |
| 3     | Latschesar Waltschew  | BUL  | 16,16 PB    |
| 4     | Hakki Burak Yilmaz    | TUR  | 15,82 PB    |
| 5     | Ioannis Gkartsios     | GRE  | 15,73       |
| 6     | Raúl Martín           | ESP  | 15,40 PB    |
| 7     | Pavel Halátek         | CZE  | 15,34       |
| 8     | Steven Freund         | GER  | 15,19       |

Finale: 10. August

#### Kugelstoßen (6 kg)
| Platz | Athlet              | Land | Weite (m) |
| ----- | ------------------- | ---- | --------- |
| 1     | Lasse Schulz        | GER  | 20,21     |
| 2     | Lukas Schober       | GER  | 19,76     |
| 3     | Dimitrios Antonatos | GRE  | 19,31 PB  |
| 4     | Georg Harpf         | GER  | 19,17     |
| 5     | Hamza Muharemović   | BIH  | 19,10 PB  |
| 6     | Mateusz Helman      | POL  | 18,82 PB  |
| 7     | Andri Matrov        | EST  | 18,78     |
| 8     | Todor Petrow        | BUL  | 18,59     |

Finale: 9. August

#### Diskuswurf (1,75 kg)
| Platz | Athlet             | Land | Weite (m)   |
| ----- | ------------------ | ---- | ----------- |
| 1     | Mychajlo Brudin    | UKR  | 66,58 WU20L |
| 2     | Jan Svozil         | CZE  | 59,93       |
| 3     | Yannick Rolvink    | NED  | 59,86 PB    |
| 4     | Wojciech Lewkowicz | POL  | 58,98 PB    |
| 5     | Jakob Nützel       | GER  | 58,40 PB    |
| 6     | Håkon Hansesæter   | NOR  | 58,15 PB    |
| 7     | Juho Suominen      | FIN  | 57,76 PB    |
| 8     | Rhys Allen         | GBR  | 56,92 PB    |

Finale: 8. August

#### Hammerwurf (6 kg)
| Platz | Athlet                 | Land | Weite (m)   |
| ----- | ---------------------- | ---- | ----------- |
| 1     | Max Lampinen           | FIN  | 79,72 WU20L |
| 2     | Iosif Kesidis          | CYP  | 77,73       |
| 3     | Miklós Csekő           | HUN  | 76,87       |
| 4     | Jovan Stranić          | SRB  | 73,42       |
| 5     | Ármin Szabados         | HUN  | 73,05       |
| 6     | Dániel Füredi          | HUN  | 72,49       |
| 7     | Georgios Papanastasiou | GRE  | 71,92       |
| 8     | Jakob Urbanč           | SLO  | 71,38       |

Finale: 9. August

#### Speerwurf
| Platz | Athlet                 | Land | Weite (m) |
| ----- | ---------------------- | ---- | --------- |
| 1     | György Herczeg         | HUN  | 79,45     |
| 2     | Max Dehning            | GER  | 78,07 SB  |
| 3     | Michael Allison        | GBR  | 72,44     |
| 4     | Vlad Alexandru Turcu   | ROU  | 71,57     |
| 5     | Muhammet Hanifi Zengin | TUR  | 70,50     |
| 6     | Oisín Joyce            | IRL  | 70,25     |
| 7     | Tuomas Närhi           | FIN  | 67,59     |
| 8     | Ides Verhulst          | BEL  | 67,44     |

Finale: 9. August

#### Zehnkampf
| Platz | Athlet                 | Land | Punkte     |
| ----- | ---------------------- | ---- | ---------- |
| 1     | Amadeus Gräber         | GER  | 8209 WU20L |
| 2     | Matthias Lasch         | AUT  | 8052 NU20R |
| 3     | Andrin Huber           | SUI  | 8009 NU20R |
| 4     | Maxime Moitie-Charnois | FRA  | 7704 PB    |
| 5     | Friedrich Schulze      | GER  | 7696 PB    |
| 6     | Jip de Greef           | NED  | 7621 PB    |
| 7     | Leo Göransson          | SWE  | 7578 PB    |
| 8     | Joel Temeng            | SUI  | 7536 PB    |

9./10. August

### Frauen

#### 100 m
| Platz | Athletin            | Land | Zeit (s) |
| ----- | ------------------- | ---- | -------- |
| 1     | Joy Eze             | GBR  | 11,39    |
| 2     | Renee Regis         | GBR  | 11,40    |
| 3     | Anna Kocsis         | HUN  | 11,55    |
| 4     | Chelsea Kadiri      | GER  | 11,55    |
| 5     | Soraya Becerra      | SUI  | 11,58    |
| 6     | Miia Ott            | EST  | 11,58    |
| 7     | Diana Hontscharenko | UKR  | 11,60    |
| 8     | Lucy-May Sleeman    | IRL  | 11,81    |

Finale: 8. August
Wind: +2,0 m/s

#### 200 m
| Platz | Athletin          | Land | Zeit (s) |
| ----- | ----------------- | ---- | -------- |
| 1     | Nora Lindahl      | SWE  | 23,26 PB |
| 2     | Alexa Sulyán      | HUN  | 23,26    |
| 3     | Success Eduan     | GBR  | 23,34    |
| 4     | Benedetta Kouakou | FRA  | 23,49    |
| 5     | Fabienne Hoenke   | SUI  | 23,60    |
| 6     | Terezie Táborská  | CZE  | 23,64    |
| 7     | Elisa Valensin    | ITA  | 23,77    |
| 8     | Faith Akinbileje  | GBR  | 23,88    |

Finale: 9. August
Wind: +1,5 m/s

#### 400 m
| Platz | Athletin             | Land | Zeit (s)    |
| ----- | -------------------- | ---- | ----------- |
| 1     | Lurdes Gloria Manuel | CZE  | 51,94       |
| 2     | Alexe Déau           | FRA  | 52,53 PB    |
| 3     | Myrte van der Schoot | NED  | 52,85 NU20R |
| 4     | Karolina Zbičajnik   | SLO  | 52,99 PB    |
| 5     | Ashley Nemits        | GBR  | 53,00 PB    |
| 6     | Eda Nur Tulum        | TUR  | 53,45       |
| 7     | Ana Prieto           | ESP  | 53,54       |
| 8     | Britt de Blaauw      | NED  | 54,09       |

Finale: 9. August

#### 800 m
| Platz | Athletin               | Land | Zeit (min) |
| ----- | ---------------------- | ---- | ---------- |
| 1     | Audrey Werro           | SUI  | 2:03,38    |
| 2     | Abigail Ives           | GBR  | 2:05,89    |
| 3     | Dilek Koçak            | TUR  | 2:06,21    |
| 4     | Malin Hoelsveen        | NOR  | 2:06,97    |
| 5     | Claudia Ionela Costiuc | ROU  | 2:07,39    |
| 6     | Gloria Kabangu Ngalula | ITA  | 2:08,45    |
| 7     | Adéla Holubová         | CZE  | 2:08,53    |
| 8     | Maeve O’Neill          | IRL  | 2:10,68    |

Finale: 10. August

#### 1500 m
| Platz | Athletin          | Land | Zeit (min) |
| ----- | ----------------- | ---- | ---------- |
| 1     | Dilek Koçak       | TUR  | 4:16,86 SB |
| 2     | Sofia Thøgersen   | DEN  | 4:17,08    |
| 3     | Natálie Millerová | CZE  | 4:18,92 PB |
| 4     | Julia Gruchała    | POL  | 4:20,19    |
| 5     | Matilde Prati     | ITA  | 4:20,85    |
| 6     | Ayça Fidanoğlu    | TUR  | 4:21,26    |
| 7     | Jade Le Corre     | FRA  | 4:21,59    |
| 8     | Emie Lotta Berger | GER  | 4:21,72    |

Finale: 9. August

#### 3000 m
| Platz | Athletin          | Land | Zeit (min) |
| ----- | ----------------- | ---- | ---------- |
| 1     | Agate Caune       | LAT  | 8:53,20    |
| 2     | Zuzanna Wiernicka | POL  | 9:21,40 PB |
| 3     | Sofia Benfares    | GER  | 9:25,42    |
| 4     | Elsa Sundqvist    | SWE  | 9:31,08    |
| 5     | Vanessa Mikitenko | GER  | 9:33,11    |
| 6     | Jana Johanová     | CZE  | 9:37,36    |
| 7     | Laura Ribigini    | ITA  | 9:38,86 PB |
| 8     | Sabella Tesfaye   | SUI  | 9:40,52    |

9. August

#### 5000 m
| Platz | Athletin             | Land | Zeit (min)  |
| ----- | -------------------- | ---- | ----------- |
| 1     | Agate Caune          | LAT  | 15:03,85 CR |
| 2     | Kira Weis            | GER  | 15:50,36 PB |
| 3     | Sofia Thøgersen      | DEN  | 15:53,08    |
| 4     | Natasha Phillips     | GBR  | 16:23,63    |
| 5     | Caroline Dennilauler | FRA  | 16:38,02 PB |
| 6     | Edibe Yağız          | TUR  | 16:45,32    |
| 7     | Linda Meier          | GER  | 16:51,15    |
| 8     | Margherita Voliani   | ITA  | 16:52,28    |

10. August

#### 100 m Hürden
| Platz | Athletin           | Land | Zeit (s)    |
| ----- | ------------------ | ---- | ----------- |
| 1     | Rosina Schneider   | GER  | 13,06 EU20L |
| 2     | Valérie Guignard   | SUI  | 13,23 PB    |
| 3     | Lia Flotow         | GER  | 13,32 =PB   |
| 4     | Celeste Polzonetti | ITA  | 13,36 PB    |
| 5     | Lana Andolšek      | SLO  | 13,39       |
| 6     | Klara Koščak       | CRO  | 13,51       |
| 7     | Jessica Duncton    | GBR  | 13,53       |
| 8     | Lucija Grd         | CRO  | 14,02       |

Finale: 8. August 2023
Wind: +0,5 m/s

#### 400 m Hürden
| Platz | Athletin            | Land | Zeit (s) |
| ----- | ------------------- | ---- | -------- |
| 1     | Moa Granat          | SWE  | 56,58    |
| 2     | Olha Maschanjenkowa | UKR  | 56,83    |
| 3     | Alexandra Uță       | ROU  | 57,02    |
| 4     | Emily Newnham       | GBR  | 57,02 PB |
| 5     | Ludovica Cavo       | ITA  | 59,08    |
| 6     | Lena Leege          | GER  | 60,12    |
| 7     | Abigail Noruwa      | NED  | 60,19    |
|       | Wiktoria Gadajska   | POL  | DNF      |

Finale: 10. August 2023

#### 3000 m Hindernis
| Platz | Athletin               | Land | Zeit (min)     |
| ----- | ---------------------- | ---- | -------------- |
| 1     | Karolína Jarošová      | CZE  | 10:04,57 NU20R |
| 2     | Adia Budde             | GER  | 10:07,34       |
| 3     | Vasiliki Kallimogianni | GRE  | 10:08,44 NU20R |
| 4     | Julia Rath             | GER  | 10:21,38 PB    |
| 5     | Mejra Mehmedović       | SRB  | 10:26,48 PB    |
| 6     | Merve Karakaya         | TUR  | 10:27,45       |
| 7     | Martyna Krawczyńska    | POL  | 10:27,55       |
| 8     | Mihaela Blaga          | ROU  | 10:28,31       |

Finale: 9. August

#### 4 × 100 m Staffel
| Platz | Land                   | Athletinnen | Zeit (s)    |
| ----- | ---------------------- | --- | ----------- |
| 1     | Deutschland            | Nele Jaworski Chelsea Kadiri Rosina Schneider Holly Okuku                                                                           | 43,82 EU20L |
| 2     | Vereinigtes Königreich | Renee Regis Sophie Walton Joy Eze Success Eduan                                                                                     | 43,86 SB    |
| 3     | Tschechien             | Hana Blažková Terezie Táborská Nikola Musilová Adéla Tkáčová                                                                        | 44,68 SB    |
| 4     | Spanien                | Eva Ibarra Yissis Cortijo Ana Irene Elewe Elena Guiu                                                                                | 45,32       |
| 5     | Polen                  | Maja Łyskowka (Finale) Ewa Piaszczyńska Oliwia Zimoląg Paulina Kubis (Finale) im Vorlauf außerdem: Jagoda Żukowska Klaudia Chrostek | 45,41 SB    |
| 6     | Schweden               | Emilia Franzén Esther Sahlqvist Helmi Hjortbäck Emma Carlsson                                                                       | 45,92 SB    |
|       | Frankreich             | Benedetta Kouakou (Finale) Grâce Tade Orane Doumbe (Finale) Jessika Ringuet im Vorlauf außerdem: Louise Clotaire Vanessa Lokuli     | DNF         |
|       | Schweiz                | Chloé Rabac Emma Van Camp Fabienne Hoenke Soraya Becerra                                                                            | DNF         |

Finale: 10. August

#### 4 × 400 m Staffel
| Platz | Land        | Athletinnen | Zeit (min)    |
| ----- | ----------- | --- | ------------- |
| 1     | Frankreich  | Alexe Déau (Finale) Méta Tumba Maelle Maynier Benedetta Kouakou (Finale) im Vorlauf außerdem: Emma Gouion Orane Doumbe                                               | 3:33,31 EU20L |
| 2     | Niederlande | Maud van Sintmaartensdijk Britt de Blaauw (Finale) Madelief van Leur Myrte van der Schoot (Finale) im Vorlauf außerdem: Lynn Behnke Celine van Heerikhuize           | 3:33,33 NU23R |
| 3     | Tschechien  | Karolína Mitanová Kateřina Matoušková Terezie Táborská (Finale) Lurdes Gloria Manuel (Finale) im Vorlauf außerdem: Ema Feilhauerová Barbora Vaňková                  | 3:34,84 NU20R |
| 4     | Deutschland | Maja Schorr (Finale) Anna Hense (Finale) Lena Leege (Finale) Anouk Krause-Jentsch (Finale) im Vorlauf außerdem: Paula Pelzer Anna Lena Schüller Lotta Mage Nele Kühn | 3:35,75 SB    |
| 5     | Polen       | Dominika Duraj (Finale) Lena Pającka Milena Thamm Anastazja Kuś im Vorlauf außerdem: Wiktoria Gajosz                                                                 | 3:38,17       |
| 6     | Rumänien    | Ștefania Zediu Maria Denisa Capota Rebeca-Daria Ciocan Alexandra Uță (Finale) im Vorlauf außerdem: Claudia Ionela Costiuc                                            | 3:38,85       |
| 7     | Irland      | Kate O’Connell Hannah Murray Victoria Amiadamen (Finale) Niamh Murray im Vorlauf außerdem: Renee Crotty                                                              | 3:39,39       |
| 8     | Spanien     | Lara Tome Alba Serrano Ana Prieto (Finale) Andrea de la Rosa im Vorlauf außerdem: Mireia Domenech                                                                    | 3:39,85 SB    |

Finale: 10. August

#### 10.000 m Gehen
| Platz | Athletin               | Land | Zeit (min)  |
| ----- | ---------------------- | ---- | ----------- |
| 1     | Sofia Santacreu        | ESP  | 45:59,76 PB |
| 2     | Giulia Gabriele        | ITA  | 46:56,73    |
| 3     | Ana Delahaie           | FRA  | 47:11,09 PB |
| 4     | Giada Traina           | ITA  | 47:16,57 SB |
| 5     | Valeriya Sholomitska   | UKR  | 47:27,55 SB |
| 6     | Michelle Cantò         | ITA  | 47:59,68 PB |
| 7     | Griselda Serret        | ESP  | 48:13,88 PB |
| 8     | Anastasia Antonopoulou | GRE  | 48:46,99 PB |

9. August

#### Hochsprung
| Platz | Athletin         | Land | Höhe (m) |
| ----- | ---------------- | ---- | -------- |
| 1     | Angelina Topić   | SRB  | 1,90     |
| 2     | Elisabeth Pihela | EST  | 1,88     |
| 3     | Joana Herrmann   | GER  | 1,86 PB  |
| 4     | Celia Rifaterra  | ESP  | 1,86 PB  |
| 5     | Engla Nilsson    | SWE  | 1,86 PB  |
| 6     | Merel Maes       | BEL  | 1,83     |
| 7     | Ela Velepec      | SLO  | 1,80     |
| 8     | Johanna Göring   | GER  | 1,80     |
| 8     | Maryna Kowtunowa | UKR  | 1,80     |

Finale: 9. August

#### Stabhochsprung
| Platz | Athletin             | Land | Höhe (m) |
| ----- | -------------------- | ---- | -------- |
| 1     | Sara Winberg         | SWE  | 4,25 PB  |
| 2     | Rugilė Miklyčiūtė    | LTU  | 4,15 NR  |
| 2     | Great Nnachi         | ITA  | 4,15     |
| 4     | Alexandra Stucki     | SUI  | 4,15 PB  |
| 5     | Tuuli Järvinen       | FIN  | 4,05     |
| 5     | Iliana Triantafyllou | GRE  | 4,05     |
| 5     | Marijn Kieft         | NED  | 4,05     |
| 8     | Kajsa Roth           | SWE  | 3,90     |

Finale: 10. August

#### Weitsprung
| Platz | Athletin              | Land | Weite (m)  |
| ----- | --------------------- | ---- | ---------- |
| 1     | Elizabeth Ndudi       | IRL  | 6,56 NU20R |
| 2     | Plamena Mitkowa       | BUL  | 6,54 =SB   |
| 3     | Laura Raquel Müller   | GER  | 6,51 PB    |
| 4     | Ayla Hallberg Hossain | SWE  | 6,50 PB    |
| 5     | Tabea Eitel           | GER  | 6,46       |
| 6     | Angelina Topić        | SRB  | 6,42       |
| 7     | Marta Amouhin Amani   | ITA  | 6,42       |
| 8     | Laura Martínez        | ESP  | 6,35       |

Finale: 10. August

#### Dreisprung
| Platz | Athletin                 | Land | Weite (m) |
| ----- | ------------------------ | ---- | --------- |
| 1     | Oleksandra Tschernucha   | UKR  | 13,63 PB  |
| 2     | Teodora Boberić          | SRB  | 13,50     |
| 3     | Aleksandrija Mitrović    | SRB  | 13,40     |
| 4     | Erika Saraceni           | ITA  | 13,40     |
| 5     | Switlana Bojtschuk       | UKR  | 13,34     |
| 6     | Jennifer-Ștefania Dossey | ROU  | 13,27     |
| 7     | Clémence Rougier         | FRA  | 13,27     |
| 8     | Melina Zaragka           | GRE  | 13,01     |

Finale: 8. August

#### Kugelstoßen
| Platz | Athletin         | Land | Weite (m)   |
| ----- | ---------------- | ---- | ----------- |
| 1     | Nina Ndubuisi    | GER  | 17,97 WU20L |
| 2     | Zuzanna Maślana  | POL  | 16,90       |
| 3     | Chantal Rimke    | GER  | 15,55 PB    |
| 4     | Martina Mazurová | CZE  | 15,40       |
| 5     | Helena Kopp      | GER  | 15,39 PB    |
| 6     | Minttu Laurila   | FIN  | 14,86 =PB   |
| 7     | Marija Larina    | UKR  | 14,39       |
| 8     | Cleo Agyepong    | GBR  | 14,28       |

Finale: 8. August

#### Diskuswurf
| Platz | Athletin                  | Land | Weite (m) |
| ----- | ------------------------- | ---- | --------- |
| 1     | Curly Brown               | GER  | 53,93 PB  |
| 2     | Milina Wepiwé             | GER  | 53,83 PB  |
| 3     | Lea Bork                  | GER  | 53,46     |
| 4     | Zara Obamakinwa           | GBR  | 53,44     |
| 5     | Marie Josee Bovele Linaka | FRA  | 53,33     |
| 6     | Daniela Fernández         | ESP  | 50,66 PB  |
| 7     | Lotte Haest               | NED  | 49,84     |
| 8     | Sena Tay                  | BEL  | 49,12     |

Finale: 10. August

#### Hammerwurf
| Platz | Athletin           | Land | Weite (m) |
| ----- | ------------------ | ---- | --------- |
| 1     | Valentina Savva    | CYP  | 64,69     |
| 2     | Jada Julien        | GER  | 62,92     |
| 3     | Jázmin Csatári     | HUN  | 62,47     |
| 4     | Maria Duszkiewicz  | POL  | 61,93 PB  |
| 5     | Florella Freyche   | FRA  | 61,75     |
| 6     | Emilia Kolokotroni | CYP  | 61,47     |
| 7     | Nova Kienast       | GER  | 60,09 PB  |
| 8     | Audrey Jacobs      | NED  | 59,72     |

Finale: 8. August

#### Speerwurf
| Platz | Athletin               | Land | Weite (m) |
| ----- | ---------------------- | ---- | --------- |
| 1     | Adriana Vilagoš        | SRB  | 58,38     |
| 2     | Veronika Šokota        | CRO  | 55,41     |
| 3     | Fanni Kövér            | HUN  | 53,09     |
| 4     | Vita Barbić            | CRO  | 50,36     |
| 5     | Orinta Navikaitė       | LTU  | 49,88     |
| 6     | Linea Steiro-Darén     | NOR  | 49,24     |
| 7     | Sabrina Boss           | SUI  | 48,18     |
| 8     | Johanna Elisabeth Ader | EST  | 46,39     |

Finale: 10. August

#### Siebenkampf
| Platz | Athletin              | Land | Punkte  |
| ----- | --------------------- | ---- | ------- |
| 1     | Sandrina Sprengel     | GER  | 5928    |
| 2     | Pia Meßing            | GER  | 5790    |
| 3     | Sophie Kreiner        | AUT  | 5698 PB |
| 4     | Adéla Tkáčová         | CZE  | 5652 PB |
| 5     | Melissa Wullschleger  | SUI  | 5625 PB |
| 6     | Gerda Kerija Dreimane | LAT  | 5622    |
| 7     | Sofía Cosculluela     | ESP  | 5558    |
| 8     | Linda Bichsel         | SUI  | 5456    |

7./8. August

## Medaillenspiegel
| Platz  | Land                   | Gold | Silber | Bronze | Gesamt |
| ------ | ---------------------- | ---- | ------ | ------ | ------ |
| 01     | Deutschland            | 8    | 8      | 7      | 23     |
| 02     | Schweden               | 5    | 2      | —      | 7      |
| 03     | Tschechien             | 3    | 1      | 4      | 8      |
| 04     | Vereinigtes Königreich | 2    | 4      | 4      | 10     |
| 05     | Italien                | 2    | 3      | 2      | 7      |
| 0      | Niederlande            | 2    | 3      | 2      | 7      |
| 07     | Schweiz                | 2    | 3      | 1      | 6      |
| 08     | Polen                  | 2    | 2      | 1      | 5      |
| 09     | Finnland               | 2    | 2      | —      | 4      |
| 10     | Serbien                | 2    | 1      | 1      | 4      |
| 0      | Ukraine                | 2    | 1      | 1      | 4      |
| 12     | Spanien                | 2    | —      | —      | 2      |
| 0      | Lettland               | 2    | —      | —      | 2      |
| 14     | Frankreich             | 1    | 2      | 4      | 7      |
| 15     | Österreich             | 1    | 2      | 2      | 5      |
| 16     | Ungarn                 | 1    | 1      | 5      | 7      |
| 17     | Türkei                 | 1    | 1      | 2      | 4      |
| 18     | Dänemark               | 1    | 1      | 1      | 3      |
| 19     | Zypern                 | 1    | 1      | —      | 2      |
| 0      | Estland                | 1    | 1      | —      | 2      |
| 0      | Irland                 | 1    | 1      | —      | 2      |
| 22     | Bulgarien              | —    | 3      | 1      | 4      |
| 23     | Kroatien               | —    | 1      | —      | 1      |
| 0      | Litauen                | —    | 1      | —      | 1      |
| 25     | Griechenland           | —    | —      | 2      | 2      |
| 26     | Portugal               | —    | —      | 1      | 1      |
| 0      | Rumänien               | —    | —      | 1      | 1      |
| 0      | Slowakei               | —    | —      | 1      | 1      |
| Gesamt | Gesamt                 | 44   | 45     | 43     | 132    |